# Pink Trash
Pink Trash är svenska synthpopduon Nouveau Riches debutalbum, släppt i maj 2007 i Sverige.
Albumet skulle egentligen ha hetat Schmerz Und Eleganz, men när Dominika Peczynski lämnade bandet, byttes namnet på albumet till Pink Trash.[källa behövs]

## Låtlista
1. Wounds Of Love (3:14)
2. Angels (4:35)
3. Alone Again (3:37)
4. Hardcore Life (3:43)
5. Psychosexuality (4:05)
6. Another Day (4:06)
7. Stay (3:43)
8. It's My Party (3:21)
9. Oh Lord (3:38)
10. Music Forever (3:49)
11. Calling All Boys (3:05)
12. Be Careful (3:27)
13. Against The Grain (3:30)
14. Big Dream (3:53)
15. Atomic Love (3:10)
16. Playing With My Mind (3:33)
17. Intro
18. In Private